# 村上舜 (野球)
村上 舜（むらかみ しゅん、2001年11月1日 - ）は、山形県米沢市出身のプロ野球選手（投手）。左投左打。NPBでは育成選手であった。

## 経歴

### プロ入り前
小学生から「米沢東部スポーツ少年団」で軟式野球を始め、米沢市立第五中学校では同校の軟式野球部に所属する。
高校は山形市の山形県立山形中央高等学校に進学。1年生の夏から先発投手を任される。甲子園出場経験は無いが、1年生の夏と3年生の夏に県大会決勝に進出する。3年生の夏の第101回全国高等学校野球選手権山形大会決勝戦、対鶴岡東高等学校戦において、5回途中からリリーフ登板するが11対7で敗れた。
2019年10月17日に行われたプロ野球ドラフト会議にて、福岡ソフトバンクホークスから育成ドラフト7巡目で指名され、11月13日、山形市内にて入団交渉を行い、支度金300万円、年俸360万円（金額は推定）で契約合意に達し、12月5日、福岡市内のホテルで入団発表会見が行われた。背番号は143。

### プロ入り後
2020年は、二軍公式戦（ウエスタン・リーグ）の登板は無かったが、三軍戦において14試合で19回2/3イニングを投げ、2勝0敗1セーブ、防御率0.46を記録する。
2021年は、三軍戦31試合（46イニング）に登板し、1勝4敗1セーブ、防御率5.67という成績だった。
2022年は、二軍公式戦1試合に登板して2イニングを無失点に抑えた。また三軍戦25試合（89.2イニング）に登板し、6勝6敗2セーブ、防御率3.11という成績を挙げた。
2023年、ストレートの球速が最速149km/hまで向上。二軍公式戦で2試合に登板、三軍・四軍戦では49試合の登板で68回1/3を投げ、3勝1敗2セーブ、防御率2.56を記録する。
2024年、二軍公式戦での登板機会は得られず、三軍・四軍戦36試合の登板で39回2/3を投げるも、4勝3敗、防御率5.22といった成績に終わる。10月7日に戦力外通告を受けた。

## 選手としての特徴・人物
キレのあるストレートと鋭い変化球を操る技巧派の左腕。ストレートは2023年のファーム非公式戦で最速149km/hを計測。遠投で110m、50m走で6秒10を記録する。
目標のプロ野球選手は、松井裕樹。

## 詳細情報

### 背番号
- 143（2020年[6] - 2024年）

### 登場曲
- 「Legendary Lovers」ケイティ・ペリー（2020年）
- 「Really」BLACKPINK（2020年）
- 「よっしゃあ漢唄」角田信朗（2021年 - 2022年）
- 「さらば碧き面影」ロードオブメジャー（2021年）
- 「Naruto Main Theme」増田俊郎（2022年）